# Ronald H. Nicholson
Ronald H. Nicholson (Hayward, 1953. december –) amerikai hardver- és szoftvermérnök, aki mind az Apple első 16-bites gépének, mind az első Amigának a fejlesztői csapatában részt vett. Szakmai pályafutása során számos szabadalom kidolgozásában részt vett. Ron Nicholson az IEEE nemzetközi szabványügyi testület tagja.

## Életút

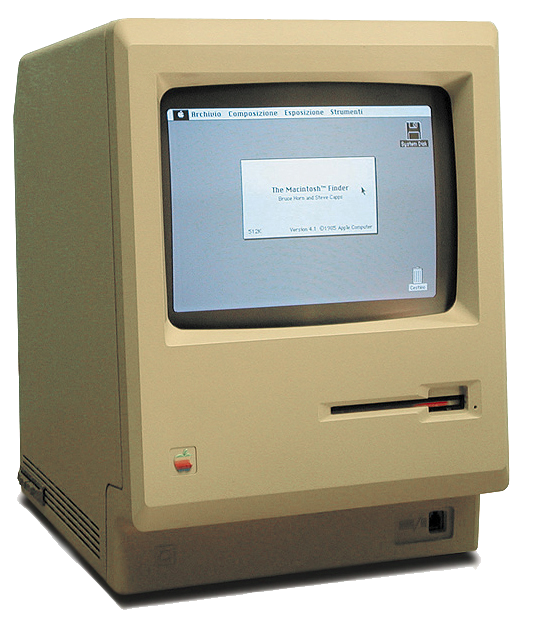
Apple Macintosh 128k

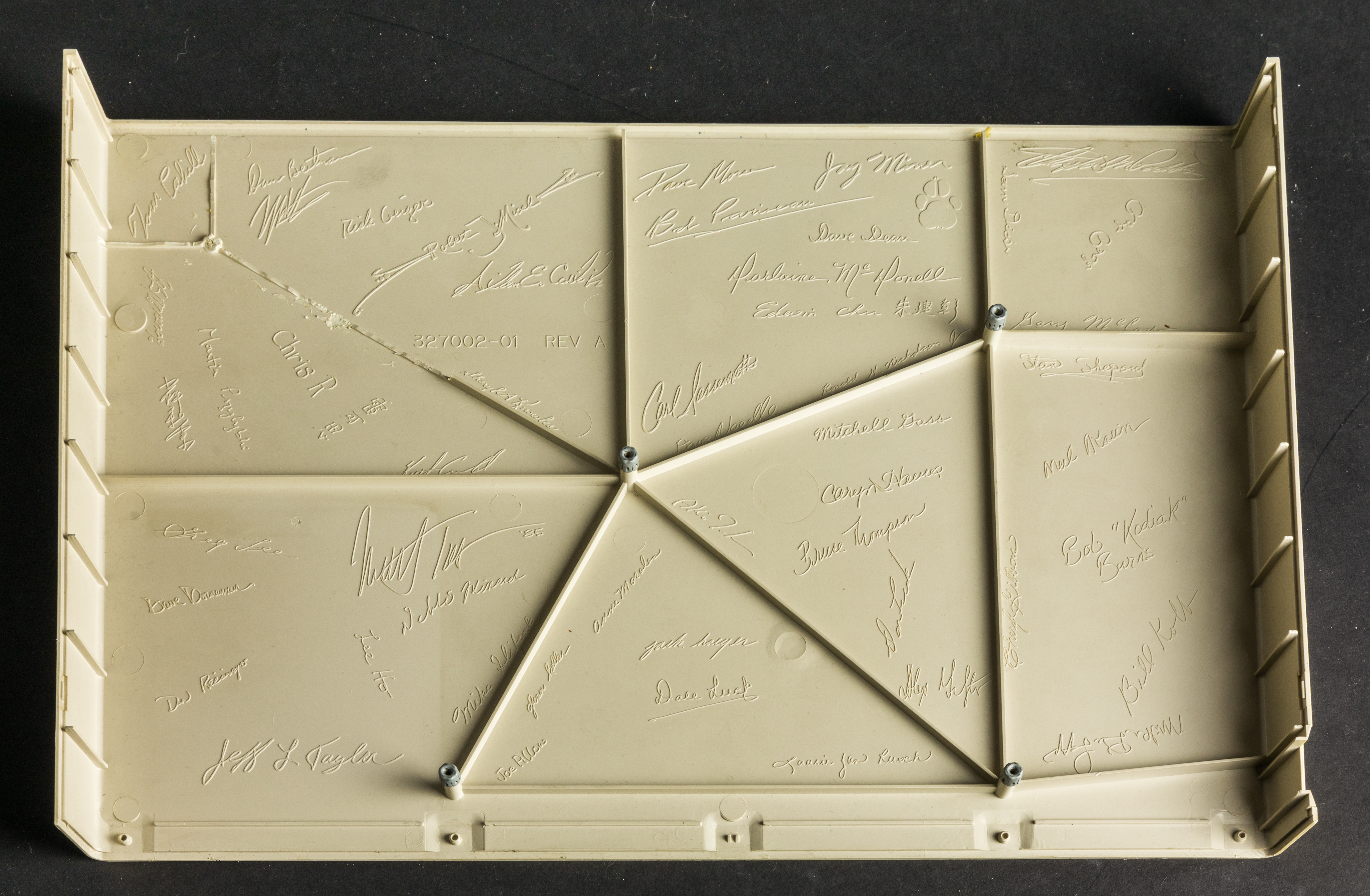
Aláírások az Amiga 1000 burkolatában

Ron Nicholson a kaliforniai Berkeley egyetemen végzett 1978-ban, ahol mérnöki tudományokat és alkalmazott matematikát hallgatott. Egyik egyetemi munkája egy utasítás-futószalagos RISC processzor megtervezése volt.

### Apple Computer, Inc.
Az első két évben kutatási-fejlesztési projekteken, prototípusokon dolgozott, mígnem 1980-ban leszerződött az Apple Computerhez. Itt Apple II perifériákon, így például egy soros kommunikációt megvalósító kártyán dolgozott, majd bekerült az eredeti Macintosht kifejlesztő csapatba, ahol ASIC vezérlőáramkört, illetve CMOS valósidejű óra áramkört tervezett a későbbi Macintosh 128k-hoz, illetve az Apple IIe-hez.

### Amiga Corporation
1983-ban alapító tagja lett az Amiga Corporation startupnak, ahol vezető hardvermérnök lett és az első Amiga lapkakészletének (különösen az Agnus, a Denise és a Paula custom chipeknek) megtervezésén és megvalósításán dolgozott. Első szabadalmai (másokkal közösen) ebben az időszakban születtek.

### Hewlett-Packard
Egyéves szoftvermenedzseri kitérő (Information Appliance, Inc.) után 1985-től 5 éven keresztül a Hewlett-Packardnál segédkezett a korai RISC alapú (PA-RISC) munkaállomásaik kifejlesztésében, különösen az I/O Interfész kialakításában.

### Internetes hálózatok
A következő években is kutatás-fejlesztéssel foglalkozott kisebb cégeket támogatva, így például dolgozott a Sigma Designs Inc.-nél mérnökségi igazgatóként, illetve a Sierra Research & Technology Inc.-nél, ahol WAN hálózati eszközök aszinkron átviteli módú (ATM) alkalmazásspecifikus integrált áramkörét (ASIC) fejlesztette ki.

### Silicon Graphics
Ron Nicholson az 1990-es években a SGI-nél eltöltött 5 és fél év alatt ismét a szórakoztató elektronika világában alkotott. Interaktív televízió, illetve HDTV sugárzási normát megvalósító ASIC megtervezésén dolgozott, továbbá részt vett a Nintendo 64 lapkakészletének (chipset) kialakításában. Ebből az időszakból is jegyez szabadalmat.

### Egylapkás rendszerek, kapuáramkörök
2000 és 2003 között Palmchip Corporationnél a skálázható egylapkás rendszerek (System On a Chip, SOC) és az azokkal összekapcsolt architektúrák felé irányult a figyelme, majd 2005-től az Agate Logic cégnél több, mint három évig programozható kapuáramkörök (FPGA) belső architektúráján, áramköri tervein és felhasználói alkalmazásain dolgozott, újabb két szabadalmat jegyezve.

### Felhőalapú adattárolás
2009-2010 környékén egy éven keresztül szenior kutatómérnökként mobil vékony kliensen és felhőalapú adattárolási rendszeren dolgozott. Ennek az alapvetően kutatás-fejlesztési tevékenységnek a gyümölcse 3 szabadalom lett.

### Szoftverfejlesztés
Ron Nicholson a hardvertervezés mellett komoly szoftverfejlesztői tapasztalattal is rendelkezik. 1996-tól kezdődően, saját HotPaw Productions nevű vállalkozása keretében először PalmOS-re, majd később iOS-re (iPhone-okra, iPad-ekre) fejlesztett alkalmazásokat. Ezek közül több az iOS App Store-ban is megtalálható.

## Magánélet
Ron Nicholson magánéletéről kevés konkrétum ismert, a LinkedIn profilja az egyetem elvégzésén kívül nem sok támpontot ad. A whitepages.com weboldal szerint jelenleg a kaliforniai San Brunoban él 2017 óta. Apja, idősebb Ronald H. Nicholson 2006 márciusában hunyt el, édesanyja Victoria Nicholson (született: Jing) után. Hobbija a társastánc, az amatőr rádiózás (hívójele: N6YWU), a repülés, a szoftverírás, és az olvasás különféle témákban, mint amilyen például az evolúciós pszichológia. Rendszeresen fut, helyi versenyeken is indul.

## Érdekességek
Mivel mind a Macintosh 128k-n, mind pedig az Amiga 1000 modellen dolgozott, ezért ő az egyetlen, akinek aláírása mindkét gép első példányai műanyag burkolatának belsején szerepel. További érdekesség ugyanakkor, hogy ennek ellenére egyik gép piacra dobását sem várta meg, hanem korábban továbblépett.
Amikor Ron az Apple-nél a valósidejű órán dolgozott, Steve Jobs mutatta be neki Jay Minert, akit még az Atariból ismert, hogy segítsen neki gyártót találni. Nem sokkal később Jay Miner csábította át Ron Nicholsont az újonnan alapított startupjába, a későbbi Amiga Corp.-ba.